# Korinnis
Korinnis is een geslacht van Phasmatodea uit de familie Prisopodidae. De wetenschappelijke naam van dit geslacht is voor het eerst geldig gepubliceerd in 1932 door Günther.

## Soorten
Het geslacht Korinnis omvat de volgende soorten:
- Korinnis axelpreckeri Zompro, 2005
- Korinnis errans Günther, 1938
- Korinnis gracilis Gottardo, 2008
- Korinnis orlyeusebioi Zompro, 2005
- Korinnis potameis Günther, 1932